# 尼泊尔国旗
尼泊爾國旗為尼泊爾聯邦民主共和國的國旗，而其造型為兩個直角三角形所組成，是目前世界上唯一的非矩形國旗，也是唯一縱大於横的國家旗幟。尼泊爾國旗中的緋紅色象徵勇敢，也是尼泊爾國花杜鵑花的顏色，而國旗藍色的部份則象徵和平。尼泊爾1962年以前所使用的國旗，旗幟上的太陽和新月中各有一張人臉的圖案，而在1962年12月16日，隨著新的憲政政府的成立，國旗基本延用了傳統旗幟的設計，但將旗幟上的人臉圖案移除，也使國旗看起來更現代化。

## 设计
月亮與太陽代表尼泊爾為印度教的國家，也象徵國家能與日月共長久。
《尼泊爾聯邦民主共和國憲法》的第8條附表1中，詳細地描述了如何繪製該國的國旗。

### 长宽比
按照规定的法则绘制时，尼泊尔国旗的高度与宽度之比是一个无理数：
{\displaystyle 1:{\frac {6136891429688-306253616715{\sqrt {2}}-{\sqrt {118-48{\sqrt {2}}}}\left(934861968+20332617192{\sqrt {2}}\right)}{4506606337686}}}
≈1:1.21901033... (A230582). 该比率是下列四次多项式的最小根。{\displaystyle 243356742235044r^{4}-1325568548812608r^{3}+2700899847521244r^{2}-2439951444086880r+824634725389225=0}这个奇怪的比率是构建红色区域后添加蓝色边框造成的。红色区域的纵横比是有理比3：4 (=1:1.333...)。

## 其他版本

1962年前舊版，連2:3比例白底
1962年前舊版，連3:4比例白底
2016奧運版本，連2:3比例白底
2016奧運版本，連3:4比例白底

## 其他旗幟

尼泊爾軍總司令旗幟
尼泊爾軍高級將領旗幟
1930年代以前的尼泊爾君主旗幟
君主旗（1962年前舊版）
君主旗
木斯塘自治王國國旗

## 引用來源
1. ↑  .   [2014-02-07]. （原始内容存档于2016-05-01）.
2. ↑  . 8 June 2012  [11 August 2016]. （原始内容存档于2016-08-01）.
3. ↑  Sloane, N.J.A. (编). . The On-Line Encyclopedia of Integer Sequences. OEIS Foundation.
4. ↑  . International Constitutional Law, University of Bern. 9 November 1990  [2014-02-07]. （原始内容存档于2016-05-01）.

## 外部連結
- 國旗歷史網-尼泊爾[永久]